# Cobra (filme)
Cobra (Brasil: Stallone Cobra / Portugal: Cobra - O Braço Forte da Lei) é um filme produzido nos Estados Unidos em 1986, estrelado por Sylvester Stallone (que também assina o roteiro) e Brigitte Nielsen.

## Sinopse
Conhecido pelo apelido de Cobra, Marion Cobretti (Sylvester Stallone) é o policial indicado para todos os serviços considerados de alto risco ou impossíveis, mantendo sempre viva a tradição do Esquadrão Zumbi, "os últimos da lista", especializados em fazer serviços que ninguém mais quer fazer. Quando um assassino começa a cometer crimes na cidade, Cobra é chamado para detê-lo e para proteger suas futuras vítimas, como a linda modelo Ingrid (Brigitte Nielsen). 
Este filme aparece dois anos após sucesso de Terminator (O Exterminador do Futuro, no Brasil, e O Exterminador Implacável, em Portugal) e segue a mesma linha de violência contra uma bela dama, com elenco de baixo custo, e um vilão até fisicamente semelhante. O nome verdadeiro de Cobra, de cunho feminino (Marion) e rejeitado por ele é uma referência ao ícone estadunidense John Wayne, que também passava pelo mesmo constrangimento.

## Elenco
- Sylvester Stallone .... Marion Cobretti / Cobra
- Brigitte Nielsen .... Ingrid
- Rene Santoni .... Gonzales
- Andrew Robinson .... Detetive Monte
- Brian Thompson .... Night Slasher
- John Herzfeld .... Cho
- Lee Garlington .... Nancy Stalk
- Art LaFleur .... Capitão Sears
- Val Avery .... Chefe Halliwell

## Produção
Por volta de 1985 o ator Sylvester Stallone assinou contrato para um remake de Angels with Dirty Faces (1938). O filme faria parte de seu contrato de várias participações com a Cannon Films e seria coestrelado por Christopher Reeve e direção de Menahem Golan. O anúncio da refilmagem foi recebida com desaprovação pela Variety e horror pelo crítico Roger Ebert. O estúdio optou então em produzir Cobra (1986).

## Recepção
No site agregador de críticas Rotten Tomatoes, 13% das 17 resenhas dos críticos são positivas. O consenso do site diz: "Um Sylvester Stallone desinteressado interpreta o Cobra titular sem garra neste thriller de ação pesado, nauseantemente obcecado por carnificina gratuita e nada mais".

## Premiações
- Cobra recebeu 6 indicações ao Framboesa de Ouro nas seguintes categorias: Pior Filme, Pior Ator (Sylvester Stallone),[7] Pior Atriz (Brigitte Nielsen), Pior Ator Coadjuvante (Brian Thompson), Pior Roteiro e Pior Revelação (Brian Thompson).